# Crataegus monogyna
O pilriteiro (Crataegus monogyna) é uma espécie de espinheiro branco, que pertence à família das rosaceae, nativo da Europa, do noroeste da África e da Ásia Ocidental.
A designação científica desta espécie deve-se à robustez da planta, em particular da sua madeira, e ao facto de as suas flores terem apenas um pistilo. O nome do género crataegus provém do grego krataios – que significa forte, robusto e monogyna deriva também do grego mono- (único) e de –gyne (feminino), que significa “flor com apenas 1 pistilo”. O pistilo é a parte feminina de uma flor.
Ele é de facto bastante resistente e robusto e pode viver até 500 anos de idade.

## Nomes vulgares
Em Portugal, o pilriteiro é também conhecido como abronceiro, branca-espinha, cambrulheiro, combroeiro, corníolo, escalheiro, escambrulheiro, estrapoeiro, estrepeiro, pilrito, pirliteiro.
Esta espécie, também conhecido como espinha-branca, espinheiro-alvar, espinheiro-branco, espinheiro-ordinário, por ter espinhos longos e aguçados que surgem axilas das folhas.

## Origem
O pilriteiro é uma planta nativa da Europa, Ásia e norte de África. Em Portugal é abundante um pouco por todo o país, sendo mais raro a sul. Pode encontrar-se em bosques caducifólios ou mistos, em carvalhais e sobreirais e na margem das linhas de água.
Cresce bem em qualquer tipo de solo, é indiferente ao pH, preferindo solos soltos e húmidos. Dá-se bem em climas quentes, no entanto é bastante resistente às geadas e ao vento, suportando temperaturas negativas bastante baixas. É uma espécie de plena luz, embora cresça bem em zonas de meia sombra.

## Características
O pilriteiro tem uma copa arredondada e é de folha caduca. As suas folhas simples, com margem bastante recortada e de cor verde-escuro e brilhante na página superior e verde mate na página inferior, caem durante a estação mais fria. Esta estratégia é um mecanismo de defesa que algumas plantas encontraram para melhor resistirem ao frio do inverno, renovando-as na primavera seguinte.
As pequenas flores perfumadas, de cor branca ou rosada, encontram-se agrupadas em inflorescências, designadas como corimbo – tipo de cacho em que as hastes florais, mesmo partindo de pontos diversos, alcançam todas uma altura semelhante. A floração ocorre intensamente durante os meses de fevereiro e maio. Em Inglaterra é conhecida como Maytree, por a floração ocorrer essencialmente em Maio.
O fruto, o pilrito, é um pomo carnudo, semelhante a uma pequena maçã. Com uma forma globosa ou ovóide, de cor vermelho vivo, só tem um caroço e surge em julho, amadurecendo no outono.

## Utilidade
Este arbusto tem várias aplicações. A abundância de flores na primavera e a profusão de frutos na estação mais fria tornam esta espécie muito interessante do ponto de vista ornamental e muito importante do ponto de vista ecológico. Existem mais de 140 espécies de insectos, aves e outros animais que procuram as suas flores melíferas e frutos saborosos como fonte de alimento, além de a utilizarem como local de abrigo, uma vez que pode formar pequenos maciços espinhosos e defensivos, difíceis de penetrar. Também é uma espécie bastante resistente à poluição atmosférica e pode ser usado como porta-enxerto de outras fruteiras da sua família das rosaceae, nomeadamente a pereira.
Os frutos são comestíveis e embora não sejam muito saborosos quando ingeridos crus, têm múltiplas utilizações depois de cozinhados, em geleias, doces, compotas, na preparação de bebidas alcoólicas e em vinagre. No passado também foram utilizados na produção de farinha para fabrico de pão. No entanto os caroços não devem aproveitados uma vez que são tóxicos. Também há quem utilize as folhas frescas, jovens e tenras em saladas, ou em chás, depois de secas.
Esta espécie é também muito valorizada pelas suas propriedades medicinais. Existem registos que comprovam a sua utilização desde a Antiguidade, até mesmo ainda na pré-história, para tratar uma variedade de problemas cardíacos e de circulação sanguínea, daí muitos o designarem como a árvore ou arbusto do coração.

## Simbologia
O pilriteiro chegou a ser considerado a planta do inferno devido aos seus frutos vermelhos. No entanto, com o passar dos anos, esta planta passou de maldita a protetora, sendo colocada no exterior das casas para afastar os maus espíritos.
Na Grécia antiga simbolizava esperança no amor e felicidade conjugal. Anualmente, em Maio, mês da purificação, os casais ofereciam ramos floridos de pilriteiro à Deusa Maia como forma de agradecimento. Segundo a mitologia romana, consta que o cabo da lança de Rómulo era feito de madeira desta planta. A cultura Celta também reconhecia o seu valor sagrado e era tradição pedir-lhe autorização antes de lhe cortar um ramo.
No Cristianismo, diz-se que a coroa de espinhos de Jesus era composta por ramos de pilriteiro. Daí que em muitas regiões portuguesas seja tradição que se coloquem ramos desta planta nas portas, do lado de fora das casas, para proteção em dias de tempestade e de trovoada, para defender e proteger os seus moradores e os seus bens, pois diz-se que tudo aquilo que tocou Cristo nos protege.